# Libertação queer

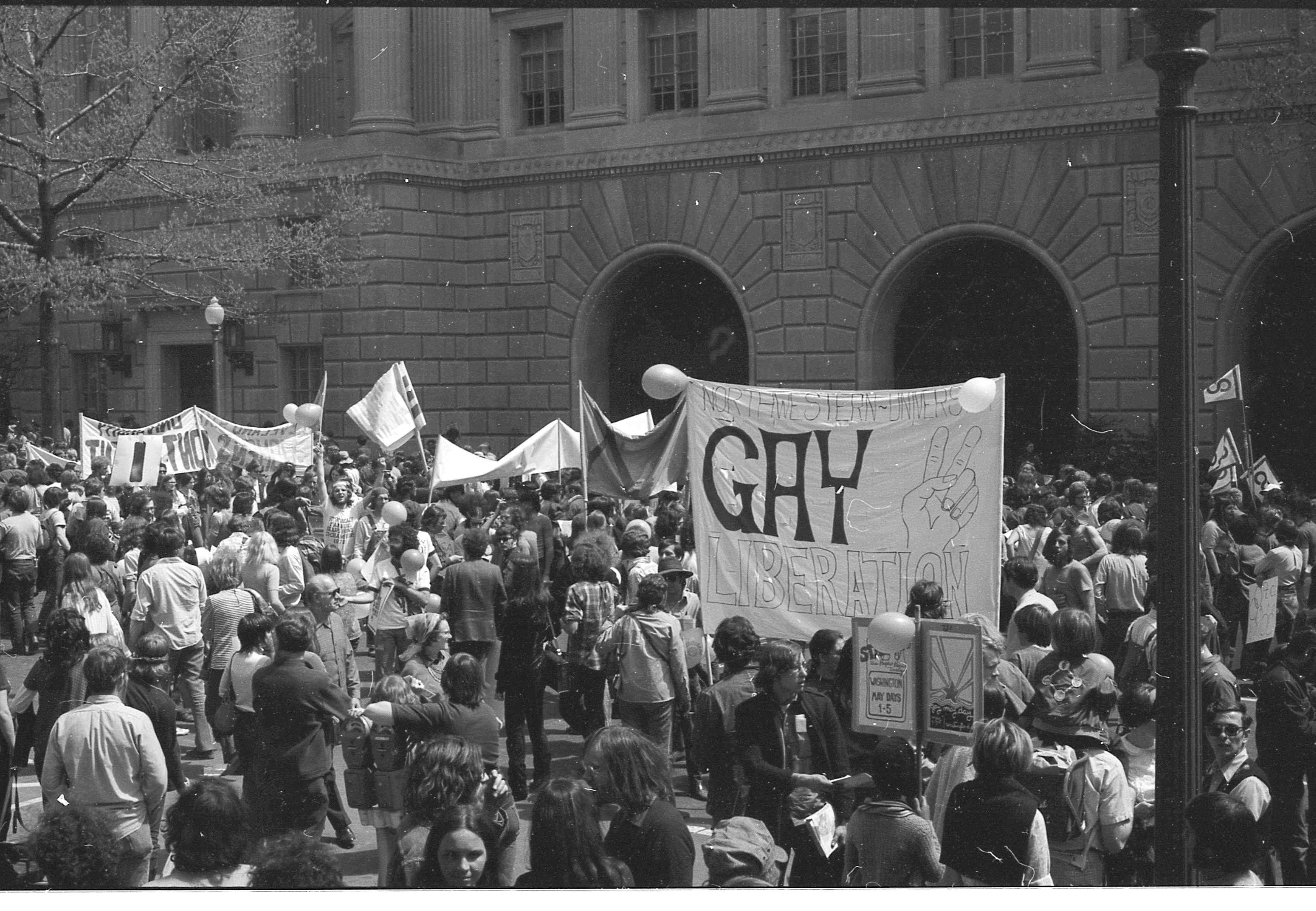
Manifestação pela libertação gay em Washington, DC em 1 de junho de 1970

Libertação queer ou libertação gay ou do movimento LGBT é o nome usado para descrever o movimento de pessoas lésbicas,  gays, bissexuais, transgénero e queer (LGBTQ) do final da década de 1960 até meados da década de 1970 na América do Norte, Europa Ocidental, Austrália e Nova Zelândia. A frase é um pouco sinônimo de movimento contemporâneo de direitos gays e os movimentos sociais mais amplos da comunidade LGBT.
Especificamente, a palavra gay foi a preferida das denominações anteriores, tais como homossexual ou homófilo; alguns viram o termo 'gay' como uma rejeição da falsa dicotomia homossexual/heterossexual. Lésbicas e gays foram convidados à "sair do armário", revelando publicamente a sua orientação sexual para a família, amigos e colegas como uma forma de ativismo e, para combater a vergonha, com a parada do orgulho gay. A atitude de "sair do armário" juntamente com as paradas do orgulho gay vem sendo consideradas como uma parte importante dos movimentos LGBT modernos, bem como a visibilidade de comunidades lésbicas e gays que tem continuado a crescer.
O termo libertação gay também é conhecido por suas ligações com a contracultura da época e com o objetivo de transformar as instituições fundamentais da sociedade, tais como gênero e família. Para atingir tal libertação a conscientização e ação direta foram empregados. No final de 1970 o radicalismo de libertação gay foi eclipsado por um retorno a um movimento mais formal no qual gays e lésbicas defenderam seus direitos civis.

## Origens e história do movimento
Embora as revoltas de Stonewall em 1969 em Nova York serem popularmente lembradas como a faísca que produziu um novo movimento, as origens são anteriores a este evento icônico. Certamente, a resistência militante à polícia não era nada de novo - como em 1725, os clientes lutaram contra uma incursão da polícia na casa de um homossexual/trangênero em Londres. Movimentos organizados, sobretudo na Europa Ocidental, tem sido ativos desde o século XIX, produzindo publicações, formando grupos sociais e campanhas para a reforma social e legal. Os movimentos do período imediatamente anterior a libertação gay, a partir do final da Segunda Guerra Mundial ao final dos anos de 1960, são conhecidos coletivamente como o movimento homofilia. O movimento homofilia tem sido descrito como "politicamente conservador", embora suas chamadas para a aceitação social do amor entre pessoas do mesmo sexo e transgeneridade foram vistos como pontos de vista radicais da cultura dominante da época.

## Década de 1960
No início dos anos 60, Nova Iorque, sob a administração de Wagner, foi confrontada com o assédio contra a comunidade gay principalmente pelo NYPD. Os homossexuais eram vistos como alvo de uma campanha para livrar a cidade de indesejáveis. Posteriormente, só a máfia tinha o poder e os recursos financeiros para criar bares e clubes gays. Em 1965, influenciado pela direção de Frank Kameny no início dos anos 1960, Dick Leitsch, o presidente do Mattachine Society de Nova York, defendeu a ação direta, e o grupo encenou a primeira apresentação pública de manifestações homossexuais na década de 1960.  Frank Kameny, fundador da Mattachine de Washington em 1961, havia defendido uma ação militante recordativa da campanha de direitos civis dos negros, ao mesmo tempo defendendo a moralidade da homossexualidade.
O New York State Liquor Authority não permitia que homossexuais fossem atendidos em bares licenciados no estado sob pena de revogação da licença de funcionamento do bar. Essa negação da acomodação pública havia sido confirmada por uma decisão judicial no início dos anos 40. Um estudo jurídico, encomendado pelo Mattachine de Nova Iorque, sobre o direito de homossexuais serem servidos de bebidas alcoólicas em bares concluiu que não havia nenhuma lei que os proibissem de tais atitudes, mas que havia uma lei que proibia o comportamento desordeiro em bares, dos quais a SLA tinha interpretado como o comportamento homossexual. Leitsch, então, anunciou à imprensa que três membros da Mattachine de Nova York iriam abrir um restaurante na Lower East Side, anunciando a sua homossexualidade e apresentando o serviço como uma queixa ao SLA. Este acontecimento veio a ser conhecido como o "Sip In" e somente aconteceu na terceira tentativa no Julius Bar (Nova Iorque), em Greenwich Village. O "Sip In", porém, ganhou uma atenção extensiva da mídia e a ação resultante judicial contra o SLA eventualmente os impediu da revogação das licenças com base na solicitação de homossexuais em 1967.
Nos anos anteriores a 1969 a organização também foi eficaz em conseguir alterar a política de Nova York de aprisionamento dos gays pela polícia, e para anular as suas práticas de contratação projetadas para esconder os gays. A importância da nova administração de John Lindsay e o uso da mídia pelo Mattachine de Nova York, entretanto, não deveria ser subestimada na ação de acabar com a armadilha da polícia. Lindsay viria a ganhar a reputação de colocar muito foco em debelar problemas sociais na cidade e em sua prefeitura coincidindo com o fim do encarceramento que deveria ser visto como significativo. Ao fim de 1967, um grupo de Nova York chamado Movimento da Juventude Homophílica em Bairros (Homophile Youth Movement in Neighborhoods (HYMN)), essencialmente uma operação de apenas um homem por parte de Craig Rodwell, já estava defendendo os slogans "Gay Power" (poder gay) e "Gay is Good" (gay é bom) em sua publicação "HYMNAL".
A década de 1960 foi uma época de revolução social no Ocidente e, a revolução sexual e a contracultura influenciaram mudanças na subcultura homossexual, que nos EUA incluíram livrarias, jornais e revistas vendidas ao público e um centro comunitário. Foi nessa época que Los Angeles viu o seu primeiro grande movimento gay. Em 1967, na noite do Ano Novo, vários policiais vestidos à paisana infiltraram o Black Cat Tavern. Depois de prender vários clientes por beijo em celebração da ocasião, os policiais auto-identificados começaram bater em vários clientes e ainda prenderam mais 16 pessoas incluindo três barmans. Isto acabou criando um tumulto nas imediações e, finalmente, trazendo uma demonstração mais civil de mais de 200 pessoas durante vários dias depois protestando contra a invasões. O protesto ficou conhecido por abrigar esquadrões de policiais armados. Foi a partir deste evento que a publicação The Advocate e organização da Igreja da Comunidade Metropolitana (Metropolitan Community Church)(liderada pelo pastor Troy D. Perry) nasceu.
Poucas áreas nos EUA viram um mix mais variado de subculturas do que Greenwich Village que foi o lar para muitos jovens de rua gays. Um grupo de jovens refugiados efeminados, rejeitados pelas famílias, da sociedade e a da comunidade gay, refletiram o movimento de contracultura mais do que qualquer outro grupo homossexual.Recusando-se a esconder a sua homossexualidade, eles foram brutalizados, rebelados por tomarem drogas, lutando e roubamdo homens gays mais velhos a fim de sobreviverem. Suas idades, comportamentos, vestuários femininos e a falta de conduta os deixaram isolados do resto da cena gay, mas vivendo perto das ruas, eles se tornaram os guerreiros perfeitos para a rebelião de Stonewall.Estas novas possibilidades sociais, combinadas com os novos movimentos sociais como o Black Power, a libertação das mulheres e a revolta estudantil de maio de 1968 na França, anunciaram uma nova era de radicalismo. Após a rebelião de Stonewall em Nova York no final de junho 1969, muitos dentro do emergente movimento de libertação gay nos EUA, viram-se em conexão com a Nova Esquerda, ao invés dos grupos homossexuais estabelecida da época.
As palavras "Libertação Gay" ecoaram em "Libertação da Mulher"; a Frente de Libetação Gay (FLG)(Gay Liberation Front) conscientemente tomou o nome da Frente de Libertação Nacional do Vietnã e a da Frente de Libertação Nacional da Argélia, e o slogan "Poder Gay" (Gay Power), como uma resposta desafiadora ao movimento de orientação dos direitos dos homossexuais foi inspirado pelo movimento Black Power, que era uma resposta ao movimento dos direitos civis.

### 1966
Em 1966 Adrian Ravarour e Billy Garrison fundaram a "Vanguard, Incorporated" uma organização de juventude LGBT que foi financiada e organizada pelo seu patrocinador, Glide Foundation e Glide Memorial Methodist Church, em San Francisco que, além disso, também forneceram assessores ministeriais (Reverendo Ed Hansen; Reverendo Larry Mimaya). Garrison queria uma comunidade semelhante a de uma câmara municipal onde os encontros reuniriam frações do bairro de San Francisco Tenderloin para debaterem diferenças e resolverem os problemas. Ravarour propôs ações pelos direitos civis e demonstrações e protestos pela igualdade e o fim da discriminação. A Vanguarda juvenil marchou, assim, demonstrando a demanda de aceitação. Ravarour e seu companheiro foram entrevistados na rádio de São Francisco. Em seus discursos, humanizaram a homossexualidade como uma relação humana normal. A Vanguarda também realizou um fim de semana de danças do mesmo sexo no Glide. Em agosto de 1966 um protesto no Doggie Diner foi seguido pelo apoio do Compton's Cafeteria. No final de 1966 o grupo juvenil se mudou para um teatro e depois para a Grove Street, 330, onde mudou seu nome para o The Gay and Lesbian Center (Centro de gays e lésbicas), o primeiro no país.

### 1969
Em 28 de março de 1969 em San Francisco, Laurence Leo (o editor da Vetor, a revista da maior organização dos Estados Unidos sobre a homossexualidade, a Sociedade pelos Direitos Individuais) chamou de a "Revolução Homossexual de 1969", exortando os homens gays e lésbicas a se juntarem aos Panteras Negras e outros grupos de esquerda e, ainda, para "saírem do armário" em massa. Laurence foi expulso da organização em maio por caracterizar membros como "tímidos" e de "classe média, reprimidos e queens velhas e vadias."
Em seguida, ele co-fundou um grupo militante, o Comitê de Liberdade Homossexual com Gale Whittington - um jovem que tinha sido demitido da States Steamship Company por ser abertamente gay, depois que sua foto apareceu na Berkley Barb, ao lado da manchete "HOMOS, Don't Hide It!", o artigo revolucionário escrito por Leo Laurence. No mesmo mês Carl Wittman, um membro da CHF, começou a escrever o "Refugiados da Amerika: Um Manifesto Gay" (Refugees from Amerika: A Gay Manifesto), que mais tarde seria descrito como "a bíblia da libertação gay". Foi primeiramente publicado pela pela San Francisco Free Press e distribuído a nível nacional até a cidade de Nova York, como era o Berkeley Barb com as histórias de Leo nas iniciativas da guerilla militante gay da CHF.

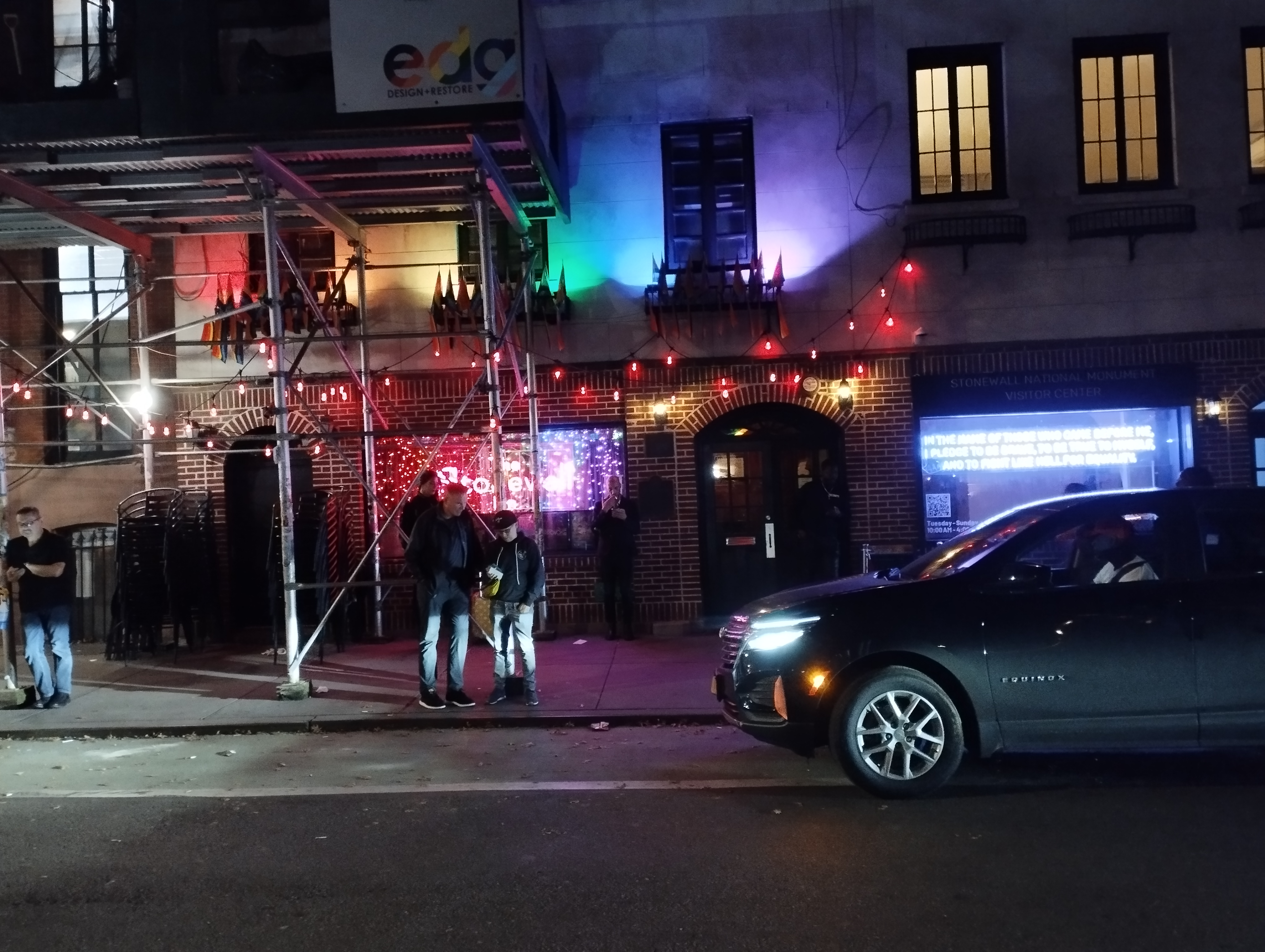
Vista exterior do Stonewall Inn

Em junho de 1969, quando um grupo de clientes do racialmente misto Stonewall Inn resistiu a uma incursão policial, a rebelião de Stonewall proveu a galvanização do evento que os ativistas gays poderiam tirar proveito. Um mês após o evento, em 31 de julho, a Frente de Libertação Gay foi formada e o nome de sua revista, "Come Out!", foi uma indicação do seu programa político. Até o final do ano, houve mais de uma dúzia de grupos afins em torno dos Estados Unidos.
Seus planos incluíram ampla oposição ao consumismo, militarismo, racismo e sexismo, mas foi focado principalmente em "libertação sexual". A declaração dos propósitos da FLG dizia: 
"Somos um grupo revolucionário de homens e mulheres formados com a percepção de que a completa libertação sexual para todas as pessoas não pode vir a menos que as instituições sociais existentes sejam abolidas. Nós rejeitamos a tentativa da sociedade impor papéis sexuais e definições de nossa natureza."
A ativista da FLG, Martha Shelley, escreveu: 
"Nós somos mulheres e homens que, desde o tempo de nossas lembranças mais antigas, temos a revolta contra a estrutura do papel sexual e a estrutura do núcleo familiar."
Em dezembro de 1969, a Frente de Libertação Gay votou uma doação em dinheiro para os Panteras Negras, do qual alguns líderes expressaram os sentimentos homofóbicos mais virulentos. Os membros proeminentes FLG também foram fortes defensores do regime de Fidel Castro, que foi cercado por gays e colocados em campos de detenção. Estas ações custaram a FLG. Um grupo numericamente pequeno, o apoio popular em Nova York, e alguns de seus membros saíram para formar a Aliança de Ativistas Gays (Gay Activists' Alliance). A FLG praticamente desapareceu do cenário político de Nova York após a primeira parada gay de Stonewall em 1970.
Mark Segal, um membro do FLG de 1969-71, continuou a promover os direitos dos homossexuais em vários locais. Muitos se referem a Segal como o decano do jornalismo gay norte-americana. Como um pioneiro do movimento gay da imprensa local, ele foi um dos fundadores e ex-presidentes de ambas The National Gay Press Association e National Gay Newspaper Guild. Ele também é o fundador e editor do prêmio Philadelphia Gay News que recentemente comemorou seu 30º aniversário. Como um jovem ativista gay, Segal entendeu o poder da mídia. Em 1973, Segal interrompeu o noticiário da noite da CBS com Walter Cronkite um evento coberto por jornais de todo o país. Isto foi visto por 60% dos lares americanos, muitos deles, vendo ou ouvindo sobre a homossexualidade pela primeira vez. Antes das redes concordaram em pôr fim à censura e ao preconceito na divisão de notícias, Segal passou a perturbar o Tonight Show com Johnny Carson e Barbara Walters no programa Today show. O jornal Variety afirmou que Segal havia custado a indústria 750.000 dólares de produção, atrasos de fita e de receitas publicitárias perdidas.Além da publicação, Segal também relatou sobre a vida gay de lugares como o Líbano, Cuba, e a Berlim Oriental durante a queda do Muro de Berlim. Ele e Bob Ross, editor da San Francisco's Bar Area Reporter representaram a imprensa gay e lecionaram em Moscow e em São Petersburgo na primeira conferência abertamente gay da Rússia, conhecido como Stonewall da Rússia. Recentemente ele coordenou uma rede de publicações gays locais a nível nacional para comemorar o outubro como o mês da história gay combinada com uma publicação alcançando mais de meio milhão de pessoas.Sua determinação para ganhar aceitação e respeito para a imprensa gay pode ser resumida em sua batalha de 15 anos para ganhar participação no Associação de Jornais da Pensilvânia uma das organizações mais antigas e respeitadas do país para os jornais diários e semanais.Os 15 anos de luta terminou após os jornais Philadelphia Inquirer, Philadelphia Daily News e o Pittsburgh Post Gazette unirem forças e aderirem ao chamado PNA. Hoje, Segal tem um cargo no Conselho de Administração da PNA. Em 2005 ele produziu um concerto de 4 de julho oficial da Filadélfia para uma multidão estimada em 500.000 pessoas. A estrela do show foi Sir Elton John, Pattie Labelle, Brian Adams e Rufus Wainwright.

## Década de 1970
No verão de 1970 os grupos em pelo menos oito cidades norte-americanas eram suficientemente organizados para agendar eventos simultâneos comemorando a rebelião de Stonewall para o último domingo de junho. Os eventos variaram de uma marcha altamente política de três a cinco mil pessoas em Nova York e milhares a mais em desfiles em Los Angeles, San Francisco e Chicago.Enquanto muitos grupos utilizavam o nome da Frente de Libertação Gay em vários lugares dos EUA, em Nova York a organização foi totalmente substituída pelo Aliança de Ativistas Gays (Gay Activist Alliance). Grupos com um "Gay Lib" abordagem começaram a surgir em todo o mundo, tais como Campanha Contra a Moral Perseguição (CAMP, Inc.) na Austrália e os britânicos Gay Liberation Front. O grupo de lésbicas Lavender Menace também foi formada em os EUA em resposta à dominação do macho de outros grupos Gay Lib e do sentimento antilésbicas no Movimento de Mulheres. O lesbianismo foi defendida como uma opção para as mulheres feministas, e as correntes antes de separatismo lésbicas começaram a surgir.Grupos com um a abordagem da FLG começaram a surgir em todo o mundo, tais como a Campanha Contra a Perseguição Moral (Campaign Against Moral Persecution)(CAMP, Inc.) na Austrália e a Frente de Libertação Gay Britânica (British Gay Liberation Front). O grupo de lésbicas Lavender Menace também foi formado nos EUA em resposta à dominação do masculino, de outros grupos gays de libertação e do sentimento antilésbicas no movimento de mulheres. O lesbianismo foi defendido como uma opção para as mulheres feministas e as primeiras correntes do separatismo de lésbicas começaram a surgir.
Em agosto do mesmo ano, Huey Newton, o líder dos Panteras Negras, expressou publicamente o seu apoio para a Libertação Gay, contrariamente as declarações anteriores pelos líderes dos Panteras e dos movimentos de libertação feminina.

### 1971
Embora um grupo de curta duração, o Comite Pederastique de la Sorbonne teve reuniões durante o levante estudantil de maio de 1968, mas a estreia pública real do movimento moderno de libertação gay na França ocorreu em 10 de março de 1971 quando um grupo de lésbicas da Front Homosexuel d'Action Révolutionnaire (FHAR) interrompeu uma emissão de rádio ao vivo, intitulada "A homossexualidade, esse problema doloroso" (Homosexuality, This Painful Problem). Os convidados peritos, incluindo um sacerdote católico, foram subitamente interrompidos por um grupo de lésbicas da platéia gritando: "Não é verdade, não estamos sofrendo! Abaixo os heterocops!." Os manifestantes invadiram o palco e uma jovem mulher, perto da cabeça do padre, bateu repetidamente contra a mesa. A sala de controle rapidamente cortou o microfone e passou a música gravada.